# Ваньхаль, Ян Крштител
Ян Крштител Ваньхаль, также Иоганн Баптист Ванхаль (чеш. Jan Křtitel Vaňhal, нем. Johann Baptist Vanhal; 12 мая 1739, Неханице, близ города Градец-Кралове, ныне Чехия — 20 августа 1813, Вена, ныне Австрия) — чешский композитор.

## Биография
Родился в крестьянской семье, учился музыке у деревенского музыканта. В юные годы был органистом и хормейстером в храмах небольших городков своей родины, играл также на скрипке и виолончели. В 1760 году был замечен графиней Шафготш, владелицей поместья в Неханице, и на её счёт уехал в Вену, где совершенствовал своё исполнительское мастерство и учился композиции под руководством известного композитора и музыкального педагога Карла Диттерса фон Диттерсдорфа. В 1770-е годы, после поездки с высокопоставленными покровителями в Италию, пережил тяжелое душевное расстройство (случай, напоминающий Гёльдерлина и Батюшкова).
Позднее до конца жизни работал в Вене, был знаком с Моцартом и Гайдном, выступал вместе с ними. Гайдн дирижировал одной из его симфоний, а Моцарт исполнял его концерт. Исполнительская репутация Ваньхаля была настолько высока, что снискала ему место в составе звёздного струнного квартета тех времён: Гайдн — первая скрипка, Диттерс фон Диттерсдорф — вторая, Моцарт — альт, Ваньхаль — виолончель.

## Творчество
Ваньхаль был исключительно плодовитым композитором («скорописцем»). Ему принадлежит около 1 300 произведений, в том числе около 100 квартетов, по крайней мере 73 симфонии, 95 сочинений в области церковной музыки, множество концертов, вокальная музыка. Оперой Ваньхаль занимался меньше, хотя во время его пребывания в Италии в 1769—1771 его оперы «Торжество Клелии» (итал. Il triomfo di Clelia) и «Демофонт» на либретто Метастазио были с успехом поставлены в Риме. По-видимому, Ваньхаль был одним из первых композиторов, полностью обеспечивавших свою жизнь сочинительством (без патроната влиятельных особ и придворной службы).

## Педагогическая деятельность
В поздние годы Ваньхаль проявил себя как музыкальный педагог (его учеником, в частности, был Игнац Плейель).